# Streicher (Skipiste)
Die Skiabfahrt Streicher ist eine Skipiste auf der Planai bei Schladming. Sie ist benannt nach dem Schladminger Skipionier Sepp Streicher.
Die Strecke besteht schon seit der Erschließung des unteren Bergabschnittes der Planai mit Skiliften. Im März 2012 wurde sie beim Weltcupfinale des Alpinen Skiweltcups erstmals rennmäßig befahren. Es fanden die Damenrennen in der Abfahrt, im Super-G und im Slalom, sowie der Herrenslalom statt. Diese Rennen galten auch als Generalprobe für die Weltmeisterschaften, die ein Jahr später in Schladming stattfanden. Zu diesem Anlass wurde auch eine Damen-Superkombination ausgetragen. Eine weitere bekannte Abfahrt auf der Planai ist die gleichnamige Skipiste.

## Siegerliste der Weltcup- und WM-Rennen
| Saison  | Datum  | D/H    | Disziplin         | Sieger               | 2. Platz             | 3. Platz          |
| ------- | ------ | ------ | ----------------- | -------------------- | -------------------- | ----------------- |
| 2011/12 | 14.03. | Damen  | Abfahrt           | Lindsey Vonn         | Marion Rolland       | Tina Maze         |
| 2011/12 | 15.03. | Damen  | Super-G           | Viktoria Rebensburg  | Julia Mancuso        | Marion Rolland    |
| 2011/12 | 17.03. | Damen  | Slalom            | Michaela Kirchgasser | Veronika Zuzulová    | Marlies Schild    |
| 2011/12 | 18.03. | Herren | Slalom            | André Myhrer         | Felix Neureuther     | Mario Matt        |
| WM 2013 | 05.02. | Damen  | Super-G           | Tina Maze            | Lara Gut             | Julia Mancuso     |
| WM 2013 | 08.02. | Damen  | Super-Kombination | Maria Höfl-Riesch    | Tina Maze            | Nicole Hosp       |
| WM 2013 | 10.02. | Damen  | Abfahrt           | Marion Rolland       | Nadia Fanchini       | Maria Höfl-Riesch |
| WM 2013 | 16.02. | Damen  | Slalom            | Mikaela Shiffrin     | Michaela Kirchgasser | Frida Hansdotter  |